# Maruwan Ôike
Maruwan Ôike är en sjö i Antarktis. Den ligger i Östantarktis. Norge gör anspråk på området. Maruwan Ôike ligger 21 meter över havet.